# Cserkezi (Kumanovo)
Cserkezi (macedónul: Черкези, albánul Çerkezi) település Észak-Macedóniában, a Északkeleti körzetben, Kumanovo községben.

## Népesség
| Lakosok száma | 155  | 190  | 345  | 1205 | 2711 | 166  | 3417 | 3741 | 3137 |
|               | 1948 | 1953 | 1961 | 1971 | 1981 | 1991 | 1994 | 2002 | 2021 |

- 1994-ben 3417 lakosa volt, akik közül 3247 albán (95%), 104 macedón, 50 szerb és 16 egyéb.
- 2002-ben 3741 lakosa volt, akik közül 3719 albán (99,4%), 2 macedón és 20 egyéb.